# José da Cunha Taborda
José da Cunha Taborda (n. 28 aprilie 1766, Lisabona, Portugalia – d. 4 iunie 1836, Fundão, Beiras e Serra da Estrela⁠(d), Portugalia) a fost un pictor și arhitect portughez.
S-a născut la Fundão, în eparhia Guarda, în 1766. După ce a studiat pictura sub îndrumarea lui Joaquim Manuel da Rocha, a plecat în 1788 la Roma, unde s-a plasat sub îndrumarea lui Antonio Cavallucci și și-a câștigat reputația printr-un tablou „Convocarea lui Cincinnatus în fața Dictaturii”. După întoarcerea în Portugalia, în 1799 a fost numit profesor la Academia de la Lisabona, iar în 1803 a fost numit [pictorul curții|pictor al curții]], funcție în care a pictat în palatul regal din Ajuda și în sala Cortes.